# PRR-Klasse S2
Die S2 der Pennsylvania Railroad war die leistungsfähigste je gebaute Dampfturbinenlokomotive. Die Lokomotive mit der Betriebsnummer 6200 wurde 1944 von den Baldwin Locomotive Works hergestellt und bereits 1953 wieder verschrottet.

## Geschichte
Mitte der 1930er Jahre wurde die Pennsylvania Railroad auf die Entwicklung der Dampfturbinenlokomotiven aufmerksam. Insbesondere der Erfolg der 1935 in Dienst gestellten Lokomotive „Turbomotive“ 6202 der London, Midland and Scottish Railway erregte ihr Interesse. Die Ingenieure der Bahngesellschaft entwickelten deshalb zusammen mit dem Turbinenhersteller Westinghouse Electric and Manufacturing Co. und Baldwin ein eigenes Konzept für eine Dampfturbinenlokomotive mit mechanischer Kraftübertragung. Die Ingenieure versprachen sich dadurch einen höheren Wirkungsgrad und ein geringeres Baugewicht als bei der elektrischen Kraftübertragung. Zuerst war der Umbau einer vorhandenen Lokomotive geplant gewesen. Da die Kosten dieser Maßnahme fast den Kosten eines Neubaus entsprachen, wurde darauf verzichtet. Die Entwürfe waren 1941 fertiggestellt. Der Kriegseintritt der Vereinigten Staaten in den Zweiten Weltkrieg und die damit verbundenen Engpässe an leichten Materialien führten nochmals zu einer Umkonstruktion.
Die Lokomotive wurde im September 1944 durch die Baldwin Locomotive Works fertiggestellt. Die Erprobung erfolgte auf der Strecke zwischen Chicago und Crestline vor Güter- und schweren Schnellzügen. Die Maschine besaß ausgezeichnete Laufeigenschaften und eine hohe Zughakenleistung. Auf dem Prüfstand wurde bei 121 km/h eine Höchstleistung von 4568 kW (6206 PS) ermittelt. Bei Testfahrten konnte die Lokomotive einen 17-Wagen-Zug über eine Strecke von 48 Kilometer mit einer Geschwindigkeit von 169 km/h ziehen. Die Zugkraft der Lokomotive übertraf alle vergleichbaren Dampf- und Diesellokomotiven (letztere bei Geschwindigkeiten über 64 km/h).
Bei einer Geschwindigkeit von 106 km/h und einer Leistung von 3680 PS wurde mit 7,7 % der beste Gesamtwirkungsgrad erzielt. Der Dampfverbrauch war bei Geschwindigkeiten über 48 km/h geringer als bei anderen Dampflokomotiven, lag beim Anfahren und bei geringen Geschwindigkeiten jedoch stark darüber. So konnte beim Anfahren der Kesseldruck unter 14 bar fallen. Durch diese stark wechselnde Kesselbelastung kam es häufig zu Stehbolzenbrüchen.
Im August 1949 kam es bei der Lokomotive zu einem schweren Turbinenschaden. Da auch die Unterhaltungskosten stetig stiegen, wurde die S2 schließlich in Crestline und Altoona abgestellt. 1952 wurde sie dann endgültig ausgemustert und im folgenden Jahr verschrottet.

## Konstruktive Merkmale
Die Konstruktion der Auspuff-Dampfturbinenlokomotive S2 entsprach weitgehend einer herkömmlichen Dampflokomotive. An Stelle der Kolbendampfmaschine war jedoch die Dampfturbine angeordnet. Der Belpaire-Kessel war mit einer Verbrennungskammer und einer mechanischen Rostbeschickung (Stoker) versehen. Der stündliche Kohleverbrauch lag bei etwa 2 Tonnen. Es wurde ein Speisewasservorwärmer der Bauart Worthington eingebaut.
Der Triebsatz, der auf einer Turbine für Schiffsantriebe basierte, war zwischen der zweiten und dritten Kuppelachse angeordnet. Die Hauptturbine lag auf der rechten und eine Rangierturbine mit 1520 PS für die Rückwärtsfahrt auf der linken Seite der Lokomotive. Die Rangierturbine war für Geschwindigkeiten bis 35 km/h vorgesehen und wurde mittels einer hydraulischen Schaltkupplung bei Stillstand der Maschinenanlage eingeschaltet. Durch ein Überwachungssystem war gewährleistet, dass die Hauptturbine nur bei ausgeschalteter Rangierturbine angefahren werden konnte.
Der Triebsatz war ein in sich geschlossenes System mit nachgeschaltetem Getriebe. Die Turbine hatte eine maximale Drehzahl von 9000 Umdrehungen pro Minute. Die Kraftübertragung erfolgte über einen Westinghouse-Federantrieb auf die zweite und dritte Kuppelachse. Das Übersetzungsverhältnis betrug 18,5:1. Die übrigen Treibachsen wurden mittels Kuppelstangen angetrieben.
Der Dampf wurde aus dem Dampfsammelkasten über die vier Steuerventile in die Dampfturbine geleitet. In der Dampfturbine reduzierte sich der Dampfdruck von 21,8 bar auf 1,05 bar. Dieser Dampf wurde dann über vier Blasrohre in den Schornstein geleitet.
Der Rahmen war ein Stahlgußteil. Alle Achs- und Kuppelstangenlager waren als Rollenlager ausgeführt. Durch kriegsbedingte Beschränkungen bei der Verwendung von leichten Metallverbindungen mussten statt zwei jeweils drei Achsen in den Laufraddrehgestellen angeordnet werden. Bei einer Hauptuntersuchung 1947 erhielt die Lokomotive Windleitbleche. Zwei Luftpumpen für das Bremssystem waren auf den beiden Seiten der Rauchkammer angeordnet. Unterhalb der Rauchkammer an der Lokomotivfront saß ein großer Kühler für die Druckluft.
Der Tender der Lokomotive wurde ursprünglich für eine Lokomotive der Klasse I1 mit der Bezeichnung 180-F-82 gefertigt. Später war er als 180-P-75 der Klasse K4s Nr. 3768 zugeordnet. Für den Einsatz mit der Nr. 6200 wurde der Tender abermals umgebaut und erhielt die Bezeichnung 180-P-85. Er besaß zwei Drehgestelle mit je vier Achsen.